# Popowiczki
Popowiczki – osada w Polsce położona w województwie kujawsko-pomorskim, w powiecie inowrocławskim, w gminie Złotniki Kujawskie.
W latach 1975–1998 osada administracyjnie należała do województwa bydgoskiego.